# プロレスLOVE
プロレスLOVE（プロレスラブ）は、武藤敬司が掲げるスローガン。
1. 上記のプロレスLOVEを表現した決めポーズ「プロレスLOVEポーズ」の事。
2. テレビ東京系列で放送されていた、全日本プロレスのプロレス中継番組。正式タイトルは、「ALL JAPAN PRO-WRESTLING プロレスLOVE 夜のシャイニング・インパクト」。
3. 武藤敬司等のオフィシャルグッズ・ライセンスを取り扱っている会社。「プロレスLOVE」。

## プロレスLOVE
プロレスLOVE（プロレスラブ）は、武藤敬司が掲げるプロレス活動におけるコンセプトである。

### 概念
「プロレスを愛する気持ちを強く持ちプロレスを行う」、「プロレスに真摯に打ち込む」、「プロレスに対する強い愛」そのもの等を表しているが、具体的にどのような言動を指しているかまでは明示していない。
この言葉はプロレスファンに瞬く間に浸透し、テレビ東京の全日本プロレス中継番組のタイトルにも使用された。また、武藤が当時社長を務めた全日本プロレスでも「プロレスLOVE」を冠した興行が行われていた。
現在は、プロレスLOVEは武藤敬司自身のキャッチフレーズとして、あるいはLOVEポーズそのものを指す場合が多い。

### 経緯
「プロレスLOVE」を明確に提唱し始めたのは、新日本プロレス時代に超党派ユニット「BATT」を結成してからである。当時、プロレス界はK-1やPRIDEなど総合格闘技が隆盛でありプロレス人気は押され気味であった。さらに新日本プロレスをはじめ、総合格闘技に参戦する選手も多かった。そういった現状に対するアンチテーゼとして唱えられたコンセプトであると語られた。
元々、BATTの結成もこのようなコンセプトで結成した経緯があり、プロレスLOVEを求めた結果、彼は新日本プロレスから全日本プロレスへ移籍する選択をした。

## プロレスLOVEポーズ
プロレスLOVEポーズ（プロレスラブポーズ）は、プロレスLOVEを公言している武藤敬司のポージングのことであり、プロレス界のみならず芸能界でも広く使われたことにより一般的にも知られたポージングとなっている。プロレスを知らない人からは「武藤ポーズ」と呼ばれることの方が多い。

### 概要
起源は米国のプロレス団体WCW内のチームNWOから派生したチームNWOウルフパックが使用していたポーズ。
その後、当時新日本プロレスで前述NWOからの派生チームNWOジャパンのメンバーであった武藤敬司が、そのウルフパックのポーズを取り入れた。当時は、狼型にした指先を仲間同士で合わせる事でチームの結束力をアピールしていた。その後、武藤個人がシングルマッチのとき、試合中一人のため仲間と指先を合わすことができないため、指先を自らの唇に当てたあと、片手を高く掲げた。その辺りから、この「一人ウルフパックポーズ」が使われ始めた。その後、両手を狼型し、その両指先を唇に当ててから両腕を高く掲げるというLOVEポーズの原型に発展した。
そのポーズを、プロレスLOVEポーズとして使い始めたのは新チームBATTを結成してからである。

### ポージング方法
両手それぞれの指を狼型（影絵の「キツネ」を作り、その鼻に当たる部分を尖らせる）を作る。
それを同時に自らの唇に当てる。
その後、狼型を保持したまま、両腕を同時に上方へ高く（もしくは水平方向に）上げる。
そのポージングとともに発せられる言葉は「イーーーヤァッ」である。
体を斜めにして行ったり、片膝を付きながら行ったりと、いろんなパターンがある。

### 関連エピソード
芸能界でもLOVEポーズは浸透しており、テレビ番組などでも頻繁に見られる。その火付け役となったのが、武藤と公私にわたり仲良くしているものまねタレントの神奈月である。
アンガールズや魔邪のポージングはLOVEポーズが原型であり、アンガールズに至ってはテレビ番組内で直接武藤に許可を得ている。
SKE48の松井玲奈、松井珠理奈はKinectのCMでLOVEポーズを披露しており、本人たちの一つの代表的なポージングにもなっている。イベントでは武藤に直接指導を受けた。
水泳選手である森田智己は、武藤の大ファンであり、大会で優勝したときにLOVEポーズを完璧な形で披露している。
アナウンサーではTBSの小笠原亘が「みのもんたの朝ズバッ!」スポーツコーナーの大相撲取り組み紹介時に「相撲LONE」と称してLOVEポーズを披露している。
ももいろクローバーの楽曲Chai Maxxの振付に使用されている。これが縁で、武藤本人がももいろクローバーのライブ『4.10中野サンプラザ大会 ももクロ春の一大事〜眩しさの中に君がいた〜』にゲスト出演した。

## プロレスLOVE 夜のシャイニング・インパクト

### 概要
プロレスLOVE 夜のシャイニング・インパクト（プロレスラブ よるのシャイニング・インパクト）はテレビ東京系列で放送されていた、全日本プロレスのプロレス中継番組である。正式タイトルは「ALL JAPAN PRO-WRESTLING プロレスLOVE 夜のシャイニング・インパクト」。「夜シャイ」と略されることもある。
放送期間は2004年4月から2005年3月まで。
当時全日本社長だった武藤敬司は番組について「番組では試合を放送するわけじゃなくて、ダイジェストを流すだけ。見た人がそのまま視聴者になってもらうわけじゃなくて、会場に来てもらうのが目的」とかつて語っていた。実際、ビッグマッチ以外はダイジェストとして放送され、ノーカット放送された試合は両国国技館での武藤敬司20周年記念試合（武藤敬司・三沢光晴組vs佐々木健介・馳浩組）等、数少ない。
2006年9月2日（3日早朝）に「プロレスLOVE in 両国」と題して復活特番が放送され、さらに2007年3月26日（25日深夜）には2月17日の両国大会の模様が「プロレスLOVE in 両国」として放送された。「プロレスLOVE in 両国」はスカチャン（旧パーフェクト・チョイス）にて、PPVで生中継されている。

### 製作方式
放送内容はGAORAが自局のプロレス中継向けに収録した試合のVTRに、実況・解説を後付けして放送するという、従来のプロレス番組にはなかった趣向になっている。だがこれは、テレビ東京側が一切制作に関与しておらず、全日本プロレス側が制作した番組をそのままテレビ東京に持ち込み、放送時間枠を全日本が買い取って放送する形になっていた為で、全日本側の番組制作費用が予算に合わなくなったため1年で番組は終了した。
この「テレビ東京が一切制作に関与しない、プロレス団体による番販（持ち込み）方式」は、2003年に放送が始まったプロレスリングZERO-ONEの中継番組「破壊王プロレスZERO-ONE」以来、テレビ東京で放送されるプロレス中継での基本方式となっている（その後テレビ東京にて放送された健介officeの深夜中継や、ハッスルの広報番組「どハッスル!!」もこの方式をとっている）。

### ナビゲーター
- 渕正信
- TAKAみちのく
- 矢野武（実況）
- 鍵野威史（実況）

### エンディングテーマ
- 前期 : We Will Rock You（Remix）（アーティスト不明）
- 後期 : Digital Arms（ATTACK HAUS）